# ماخطة متوردة
الماخطة المتوردة (الاسم العلمي: Rubicundus) هي جنس من اللافكيات تتبع فصيلة الأسماك المخاطية من رتبة ماخطات الشكل.

## أنواع الماخطة المتوردة
- ماخطة متوردة فجرية
- ماخطة متوردة ليكسايدية
- ماخطة متوردة مرجانية
- ماخطة متوردة مألوفة